# Franklin County, North Carolina
Franklin County är ett administrativt område i delstaten North Carolina, USA, som år 2010 hade 60 619 invånare. Den administrativa huvudorten (county seat) är Louisburg.

## Geografi
Enligt United States Census Bureau har countyt en total area på 1 281 km². 1 274 km² av den arean är land och 7 km² är vatten.

### Angränsande countyn
- Warren County - nord-nordost
- Nash County - öster
- Wake County - sydväst
- Granville County - väster
- Vance County - nord-nordväst
- Johnston County - söder
- Halifax County - nordost